# Parlement provincial du Schleswig-Holstein
Le parlement provincial du Schleswig-Holstein est un organe autonome au sein de l'Association provinciale (de) de la province du Schleswig-Holstein, qui existe après la guerre austro-prussienne de 1868 jusqu'à sa dissolution le 1er janvier 1934

## Histoire
Après la fin de la guerre des Duchés des conflits éclatent entre le royaume de Prusse et l'empire autrichien au sujet de l'administration des anciens duchés de Schleswig et de Holstein. À la suite de la guerre austro-prussienne et de la paix de Prague, la province prussienne du Schleswig-Holstein est fondée. Le Parlement provincial unifié du Schleswig-Holstein – son nom officiel – est constitué pour la première fois le 11 octobre 1868 à Rendsburg. Il est composé de dix-neuf représentants issus chacun des grands domaines, des villes et des communes. Seuls quelques électeurs peuvent influencer cette composition des États. Fondamentalement, sa constitution suit les parlements provinciaux prussiens. Pour l'essentiel, le Parlement de l'État assume des tâches d'administration autonome pour la province du Schleswig-Holstein (appelée dans cette fonction l'association provinciale). Celles-ci comprennent la construction de routes, l'aide sociale, les assurances et la médecine ainsi que les arts et les sciences.
Dans le duché de Saxe-Lauenbourg, qui n'est annexé que le 1er juillet 1876 (incorporé à la Prusse sous le nom d'arrondissement du duché de Lauenbourg), la représentation du peuple au parlement de l'État local est constituée par l'Association communale de l'État de Lauenbourg (de), fondée en 1872. Le domaine et les tâches de l'association communale de l'État existent jusqu'en 1945. La responsabilité de l'Association provinciale du Schleswig-Holstein s'étend au reste du territoire provincial.

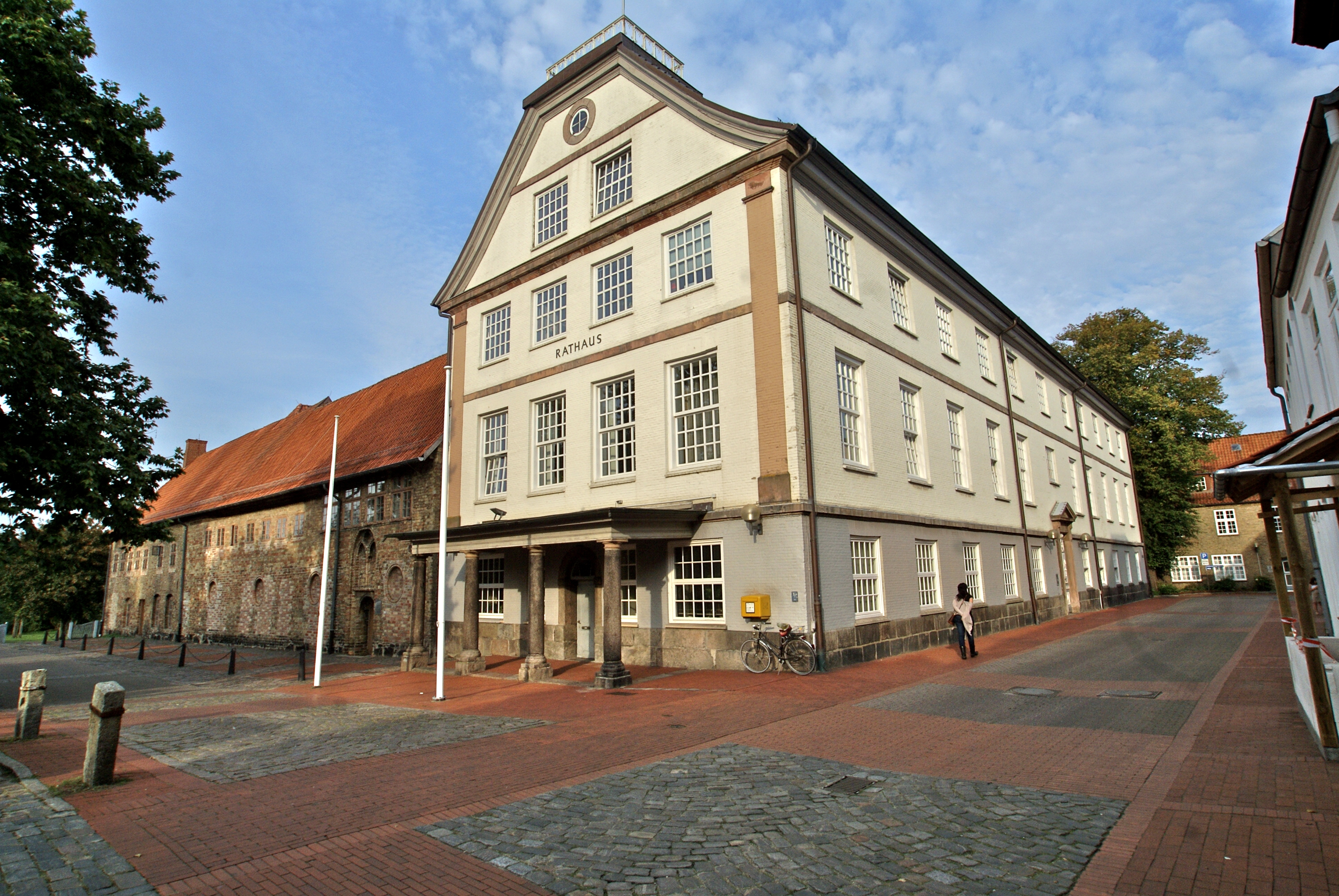
La salle des États du Schleswig

En 1871, un comité corporatif est créé en tant qu'organe administratif. À partir de 1875, les députés du parlement provincial sont élus par les conseils d'arrondissement et les assemblées municipales. Jusqu'en 1890, le parlement provincial n'a pas de président auto-élu, mais plutôt un maréchal foncier nommé par le roi. Le comité peut alors élire son propre président. Après la Première Guerre mondiale, pendant la république de Weimar, les députés du parlement provincial sont élus lors d'élections libres, secrètes et égales par les électeurs éligibles du Schleswig-Holstein (résultats (de)). En janvier 1926, des élections directes au parlement provincial du Schleswig-Holstein ont lieu pour la première fois à Lauenburg (en rattrapage des élections provinciales du 29 novembre 1925), de sorte que les Lauenbourgeois envoient depuis des représentants élus directement au parlement communal du Lauenbourg et au parlement provincial du Schleswig-Holstein. Sous le Troisième Reich, le parlement provincial (ainsi que le parlement communal) perd sa fonction à partir de 1933 en raison de la centralisation de l'État : il est dissous le 1er janvier 1934.
Le parlement provincial n'a pas son  propre bâtiment : les réunions ont lieu à Rendsburg et dans la salle des États de Schleswig jusqu'en 1904. À partir de 1905, le comité se réunit à Kiel. Le 26 février 1946, le Parlement de l'État nommé (de), constitué par le gouvernement militaire britannique, se réunit pour sa première session au théâtre de la ville de la Holtenauer Straße 103 à Kiel. Depuis mai 1946, cet organe s'appelle Parlement provincial - sur la base de l'ancien Parlement provincial du Schleswig-Holstein. Au début de la 9e séance, le 10 septembre 1946, il est annoncé que l'ordonnance du gouvernement militaire britannique no 46 du 23 août 1946 « concernant la dissolution des provinces de l'ancien État de Prusse dans la zone britannique et leur reformation en tant qu'États indépendants", la province de l'État du Schleswig-Holstein est transformée : le parlement de l'État du Schleswig-Holstein émerge du parlement de l'État provincial.

## Personnalités

### Conseil d'État prussien
Dans la république de Weimar, le parlement provincial du Schleswig-Holstein élit trois représentants au Conseil d'État prussien . Il s'agit de :
| Nr. | Député                              | Parti | Durée du mandat               | Représentant                         | Parti      | Durée du mandat                                            |
| --- | ----------------------------------- | ----- | ----------------------------- | ------------------------------------ | ---------- | ---------------------------------------------------------- |
| 1   | Hermann Bendix Todsen (de)          | AG    | Mai 1921 à janvier 1930       | Ludwig Ahlmann (de)                  | AG         | Mai 1921 à janvier 1930                                    |
| 1   | Max Brauer                          | SPD   | Janvier 1930 à avril 1933     | Willi Verdieck                       | SPD        | Janvier 1930 à avril 1933                                  |
| 1   | Otto Hamkens (de)                   | NSDAP | Avril au 10 juillet 1933      | Oskar Kahle                          | NSDAP      | Avril au 10 juillet 1933                                   |
| 2   | Comte Christian zu Rantzau-Rastorff | AG    | Mai 1921 à janvier 1930       | Nicolai Reeder                       | AG         | Mai 1921 à janvier 1930                                    |
| 2   | Wilhelm Struve (de)                 | DDP   | Janvier 1930 à avril 1933     | Richard Hansen (de)                  | SPD        | Janvier 1930 à avril 1933                                  |
| 2   | Claus Petersen                      | NSDAP | Avril au 10 juillet 1933      | Otto Hamkens (de)                    | NSDAP      | Avril au 10 juillet 1933                                   |
| 3   | Wilhelm Spiegel (de)                | SPD   | Mai 1921 au 27 décembre 1922  | Max Brauer                           | SPD        | Mai 1921 à 18 janvier 1923                                 |
| 3   | Max Brauer                          | SPD   | 18. Januar 1923 à Januar 1930 | Gustav Niendorf Willi Verdieck       | VSPD SPD   | 16 janvier 1923 à février 1926 février 1926 à janvier 1930 |
| 3   | Comte Christian zu Rantzau-Rastorff | AG    | Janvier 1930 à avril 1933     | Hermann Todsen                       | AG         | Janvier 1930 à avril 1933                                  |
| 3   | Paul Schneider (de)                 | NSDAP | Avril à 10 juillet 1933       | Comte Alexander von Kielmansegg (de) | Kampffront | Avril à 10 juillet 1933                                    |